# Becky Howard
Becky Howard es un personaje ficticio de la serie australiana Mcleod's Daughters. Becky es interpretada por la actriz Jessica Napier desde la primera temporada hasta la tercera.
Becky es una joven rubia con una muy fuerte voluntad. Ella es la primera empleada de Drovers Run cuando Claire Mcleod la acepta luego de ser brutalmente violada por su jefe. Ella fácilmente se ajusta a la vida en Drovers y pronto es nombrada Jefe de la Estación a mano. Becky se enamora de Brett 'Brick' Buchanon un trabajador de granja vecina Killarney, quien se va a Queensland para ayudar a sus tíos a manejar su granja, pero de camino a casa se cae de un puente y muere. Becky queda devastada cuando encuentra un anillo de compromiso en su bolsillo, después de un largo tiempo de duelo encuentra el amor de nuevo en otro trabajador de Killarney Jake Harrison comienzan una relación y deciden dejar Drovers y Killarney para iniciar una vida juntos.